# Holzgau
Holzgau est une commune autrichienne du Tyrol.

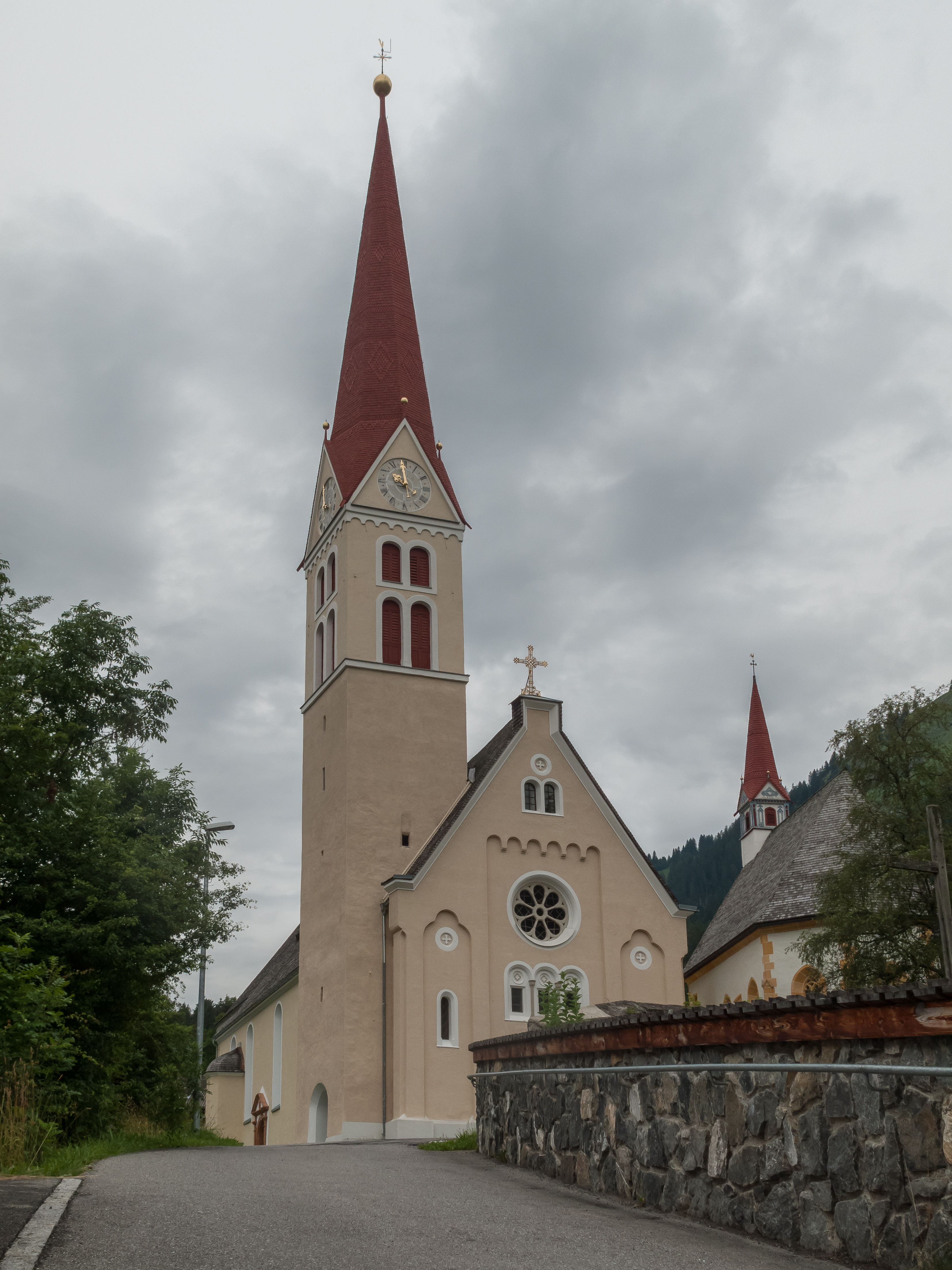
église: katholische Pfarrkirche Unsere Liebe Frau Mariae Himmelfahrt

## Histoire
Le village principal de la commune se situe dans la vallée Lechtal sur le cours du ruisseau Höhenbach (de). Le village a été mentionné pour la première fois en 1315 comme Holzge, plus tard comme Holzgaw. En 1401 il devint une paroisse autonome.
Le village est surtout connu pour ses maisons ornées avec des décors baroques peints sur les façades (Lüftlmalerei). Certaines d'entre elles ont été rénovées à fond dans les dernières décennies,.

Lüftlmalerei à Holzgau
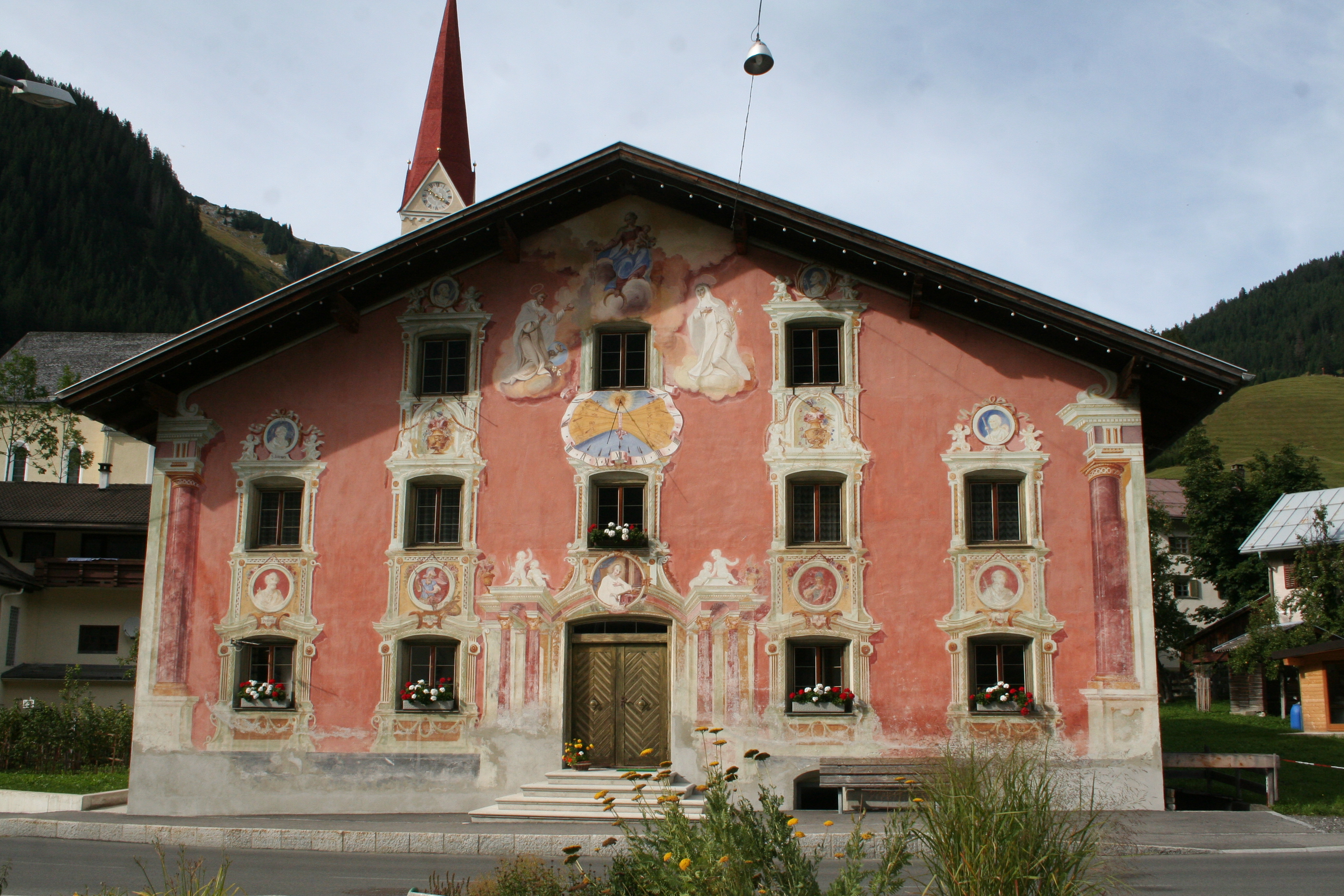
Maison ornée
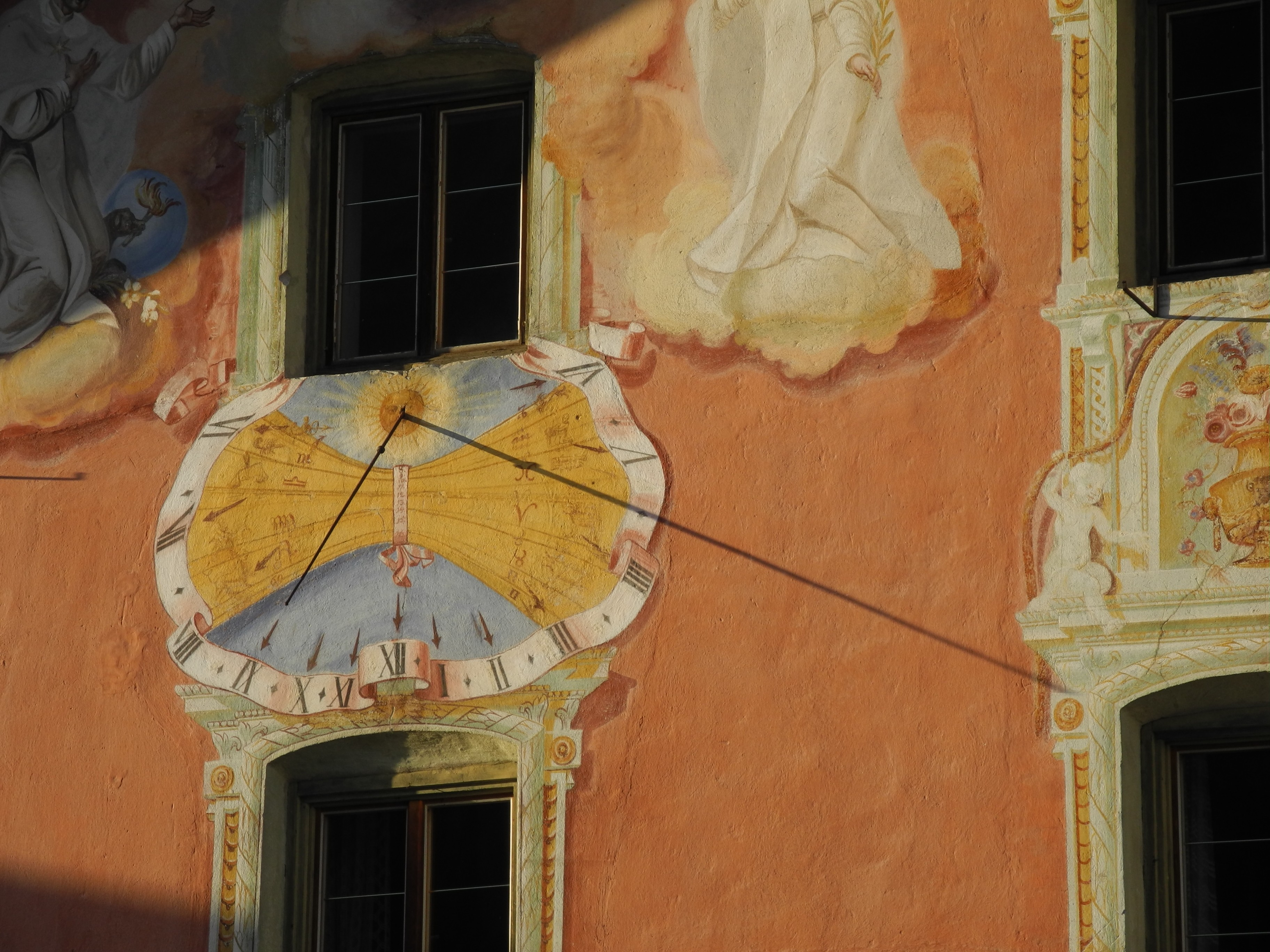
Détail du cadran solaire
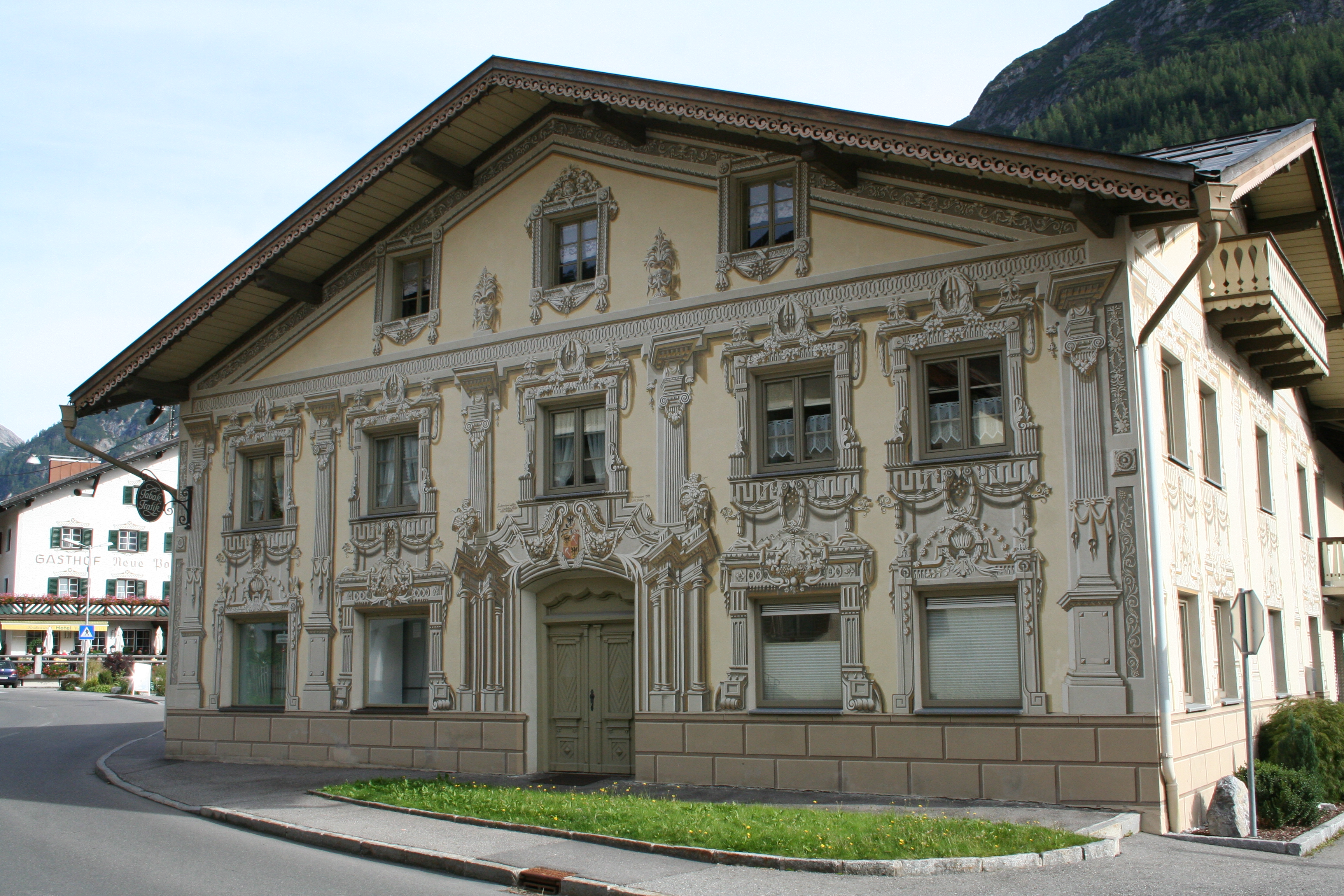
Maison ornée
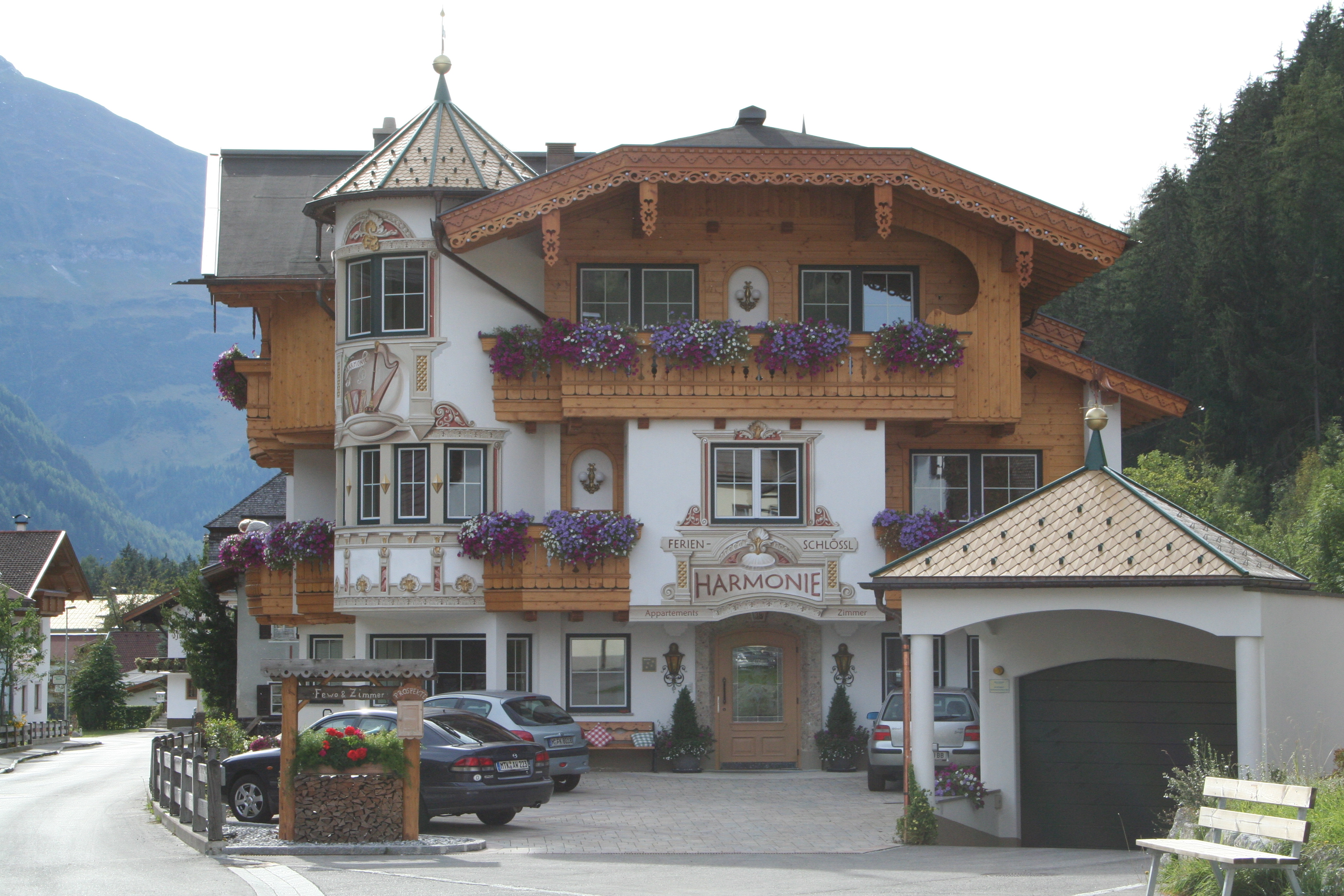
Maison ornée
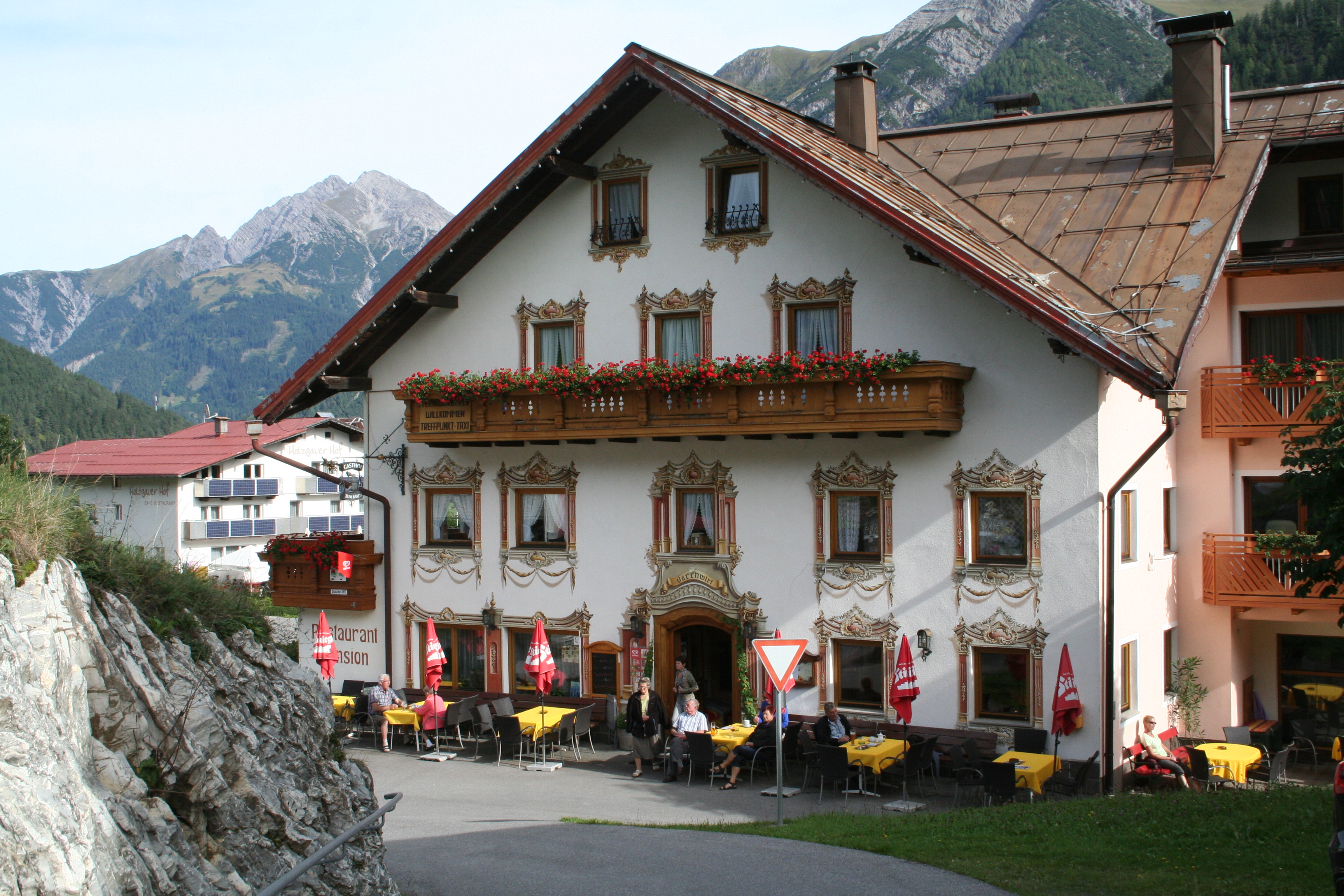
Maison ornée
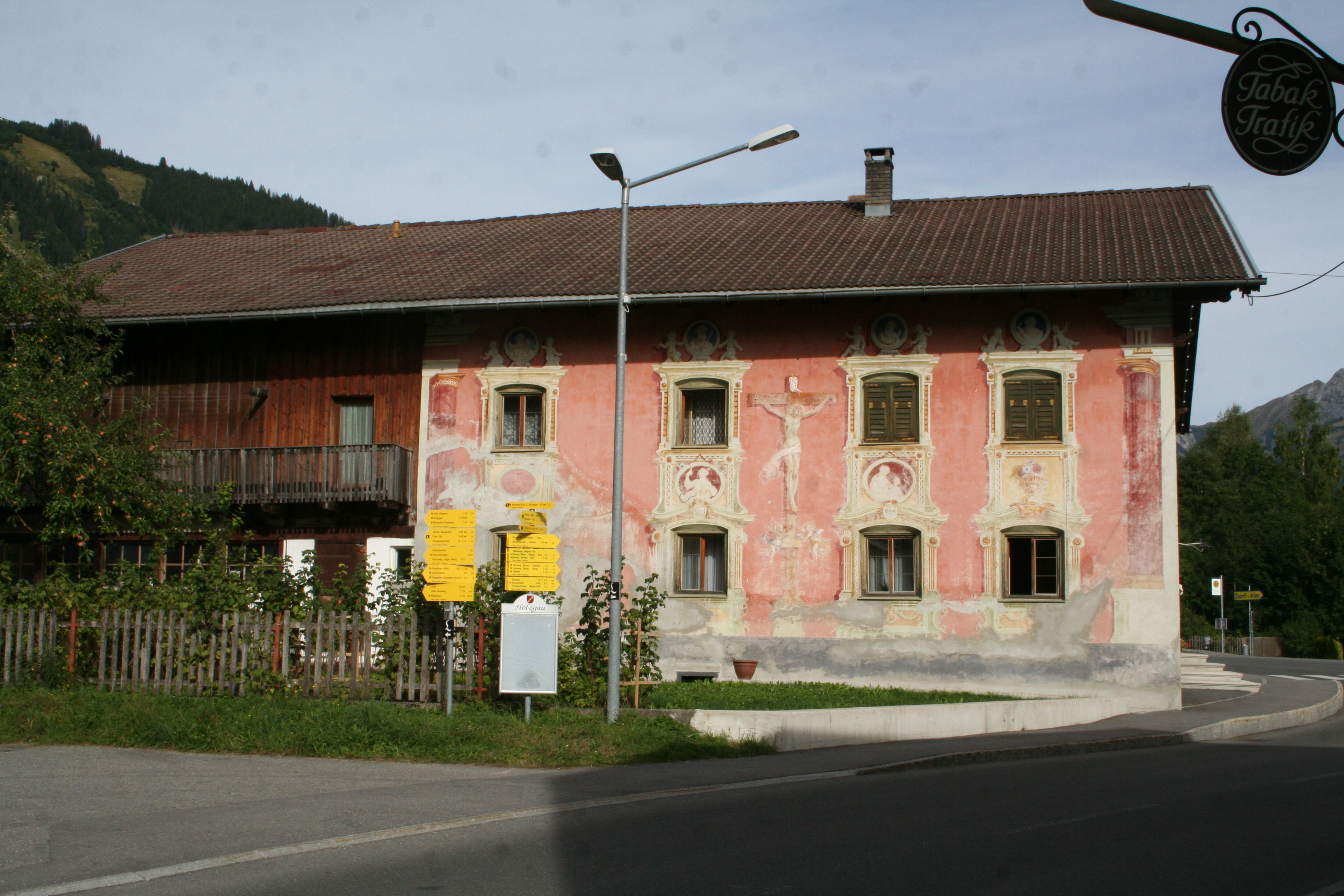
Maison de la 2e moitié du XVIIIe siècle, peinture de la façade par Josef Degenhart, autour de 1790
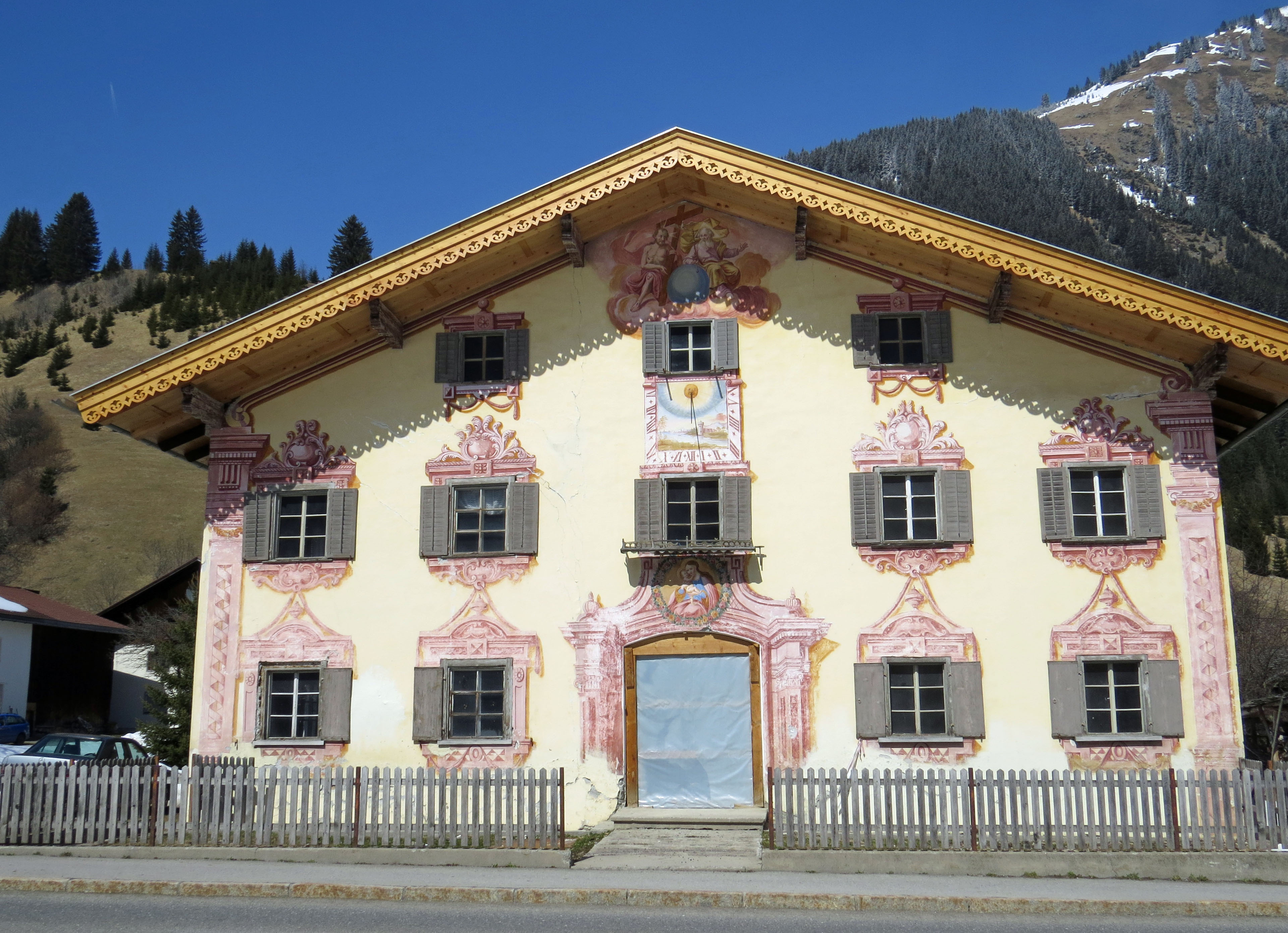
Ferme de la même époque, peinture de la façade, probablement, par Josef Degenhart, autour de 1790

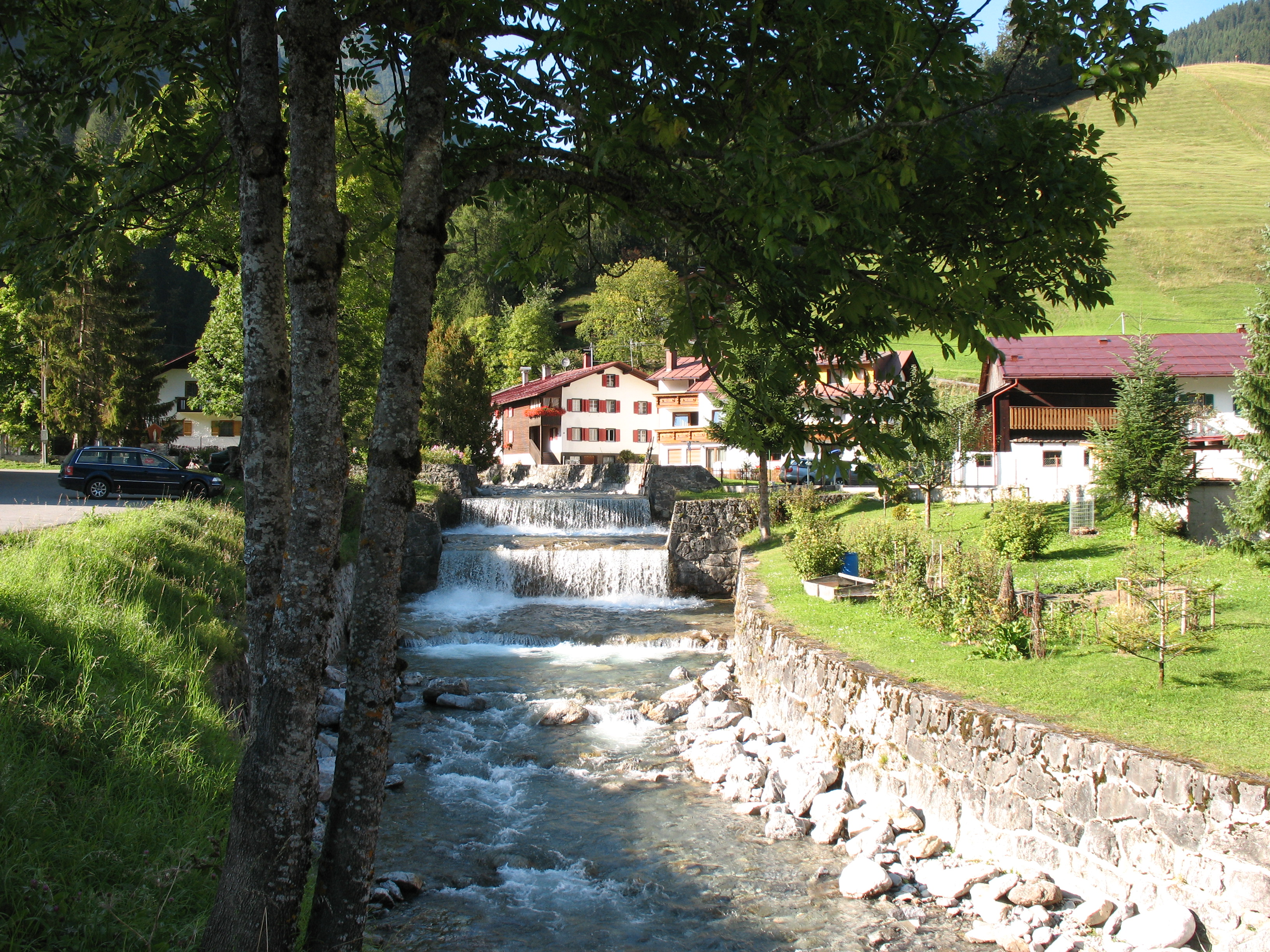
Le ruisseau Höhenbach traversant Holzgau

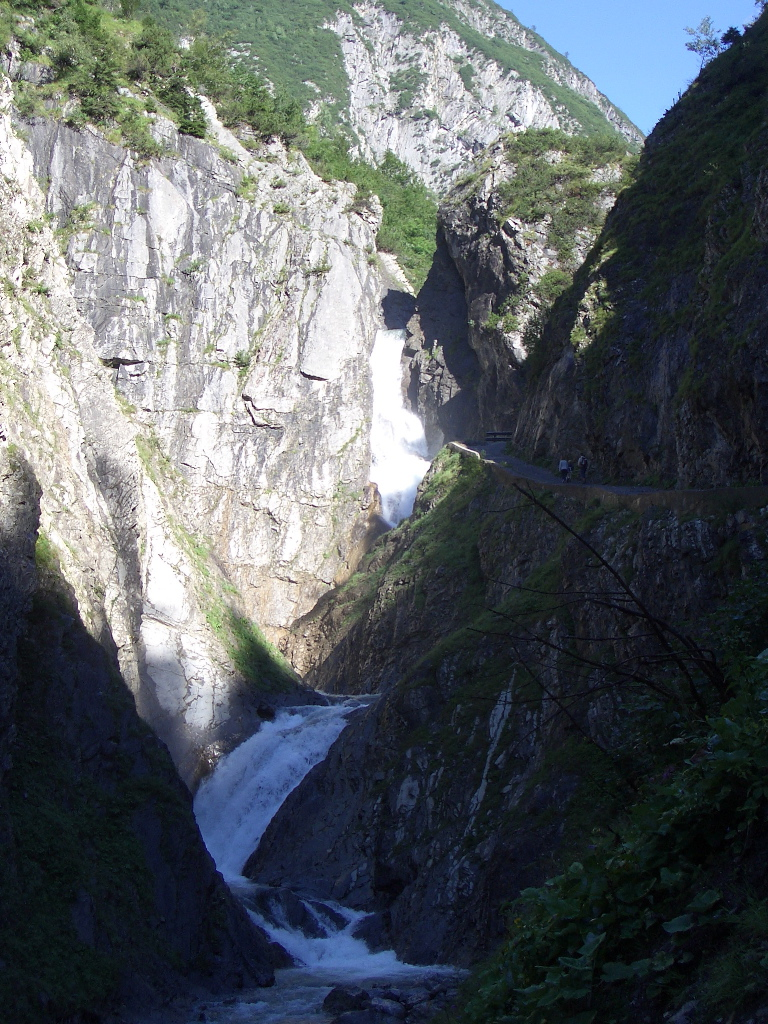
Chute d'eau Simms

Le musée régional donne une impression de la vie des générations antérieures dans la partie supérieure de la vallée Lechtal.
La chute d'eau Simms fut créée au XIXe siècle par l'industriel britannique Frederick Richard Simms, fondateur de la société de construction automobile Daimler Motor Company.

## Sites et culture
Liste du patrimoine remarquable d'Holzgau (de), dont :
- L'Église paroissiale de Notre-Dame de l'Assomption (de) ;
- La Chapelle Saint-Sébastien, au cimetière ;
- La Chapelle Saint-Joseph, à Dürnau ;
- La Chapelle de la Trinité, dans le domaine Holzgauerhaus ;
- Le monument aux morts (Kriegerdenkmal).

## Le pont suspendu
Long de 200,5 mètres et large de 1,2 mètre, le pont suspendu d’Holzgau (de), s’élève à 105 mètres au-dessus des gorges de la Höhenbach.
Le pont suspendu se trouve sur l’itinéraire du sentier de grande randonnée « Lechweg » : long de 125 km, qui commence aux sources de la Lech, dans la petite ville de Lech am Arlberg, pour conduire aux chutes de la rivière, près de Füssen en Allemagne. La randonnée comporte 15 étapes, à parcourir entre six et huit jours.

Pont suspendu sur les gorges de la Höhenbach
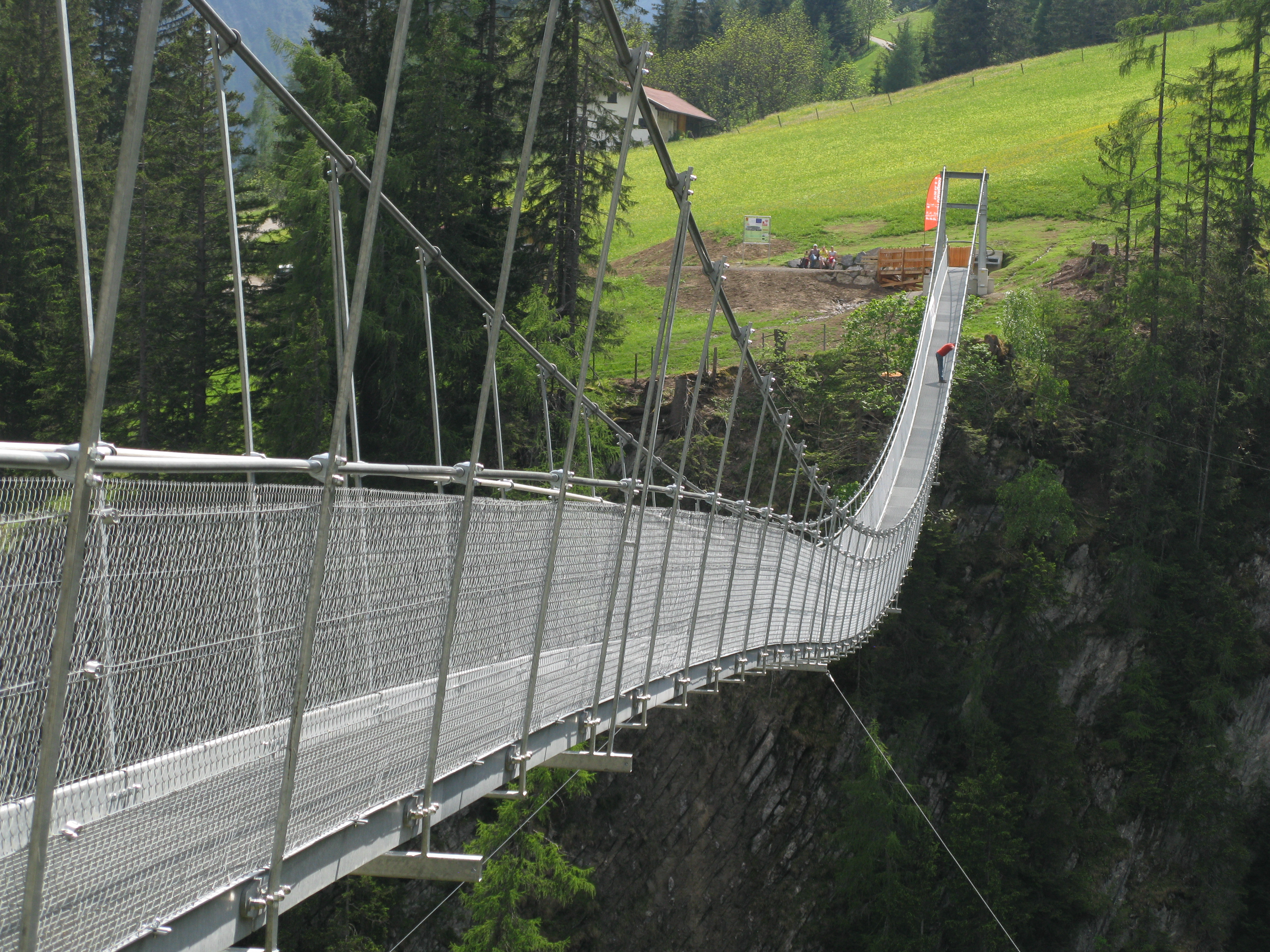
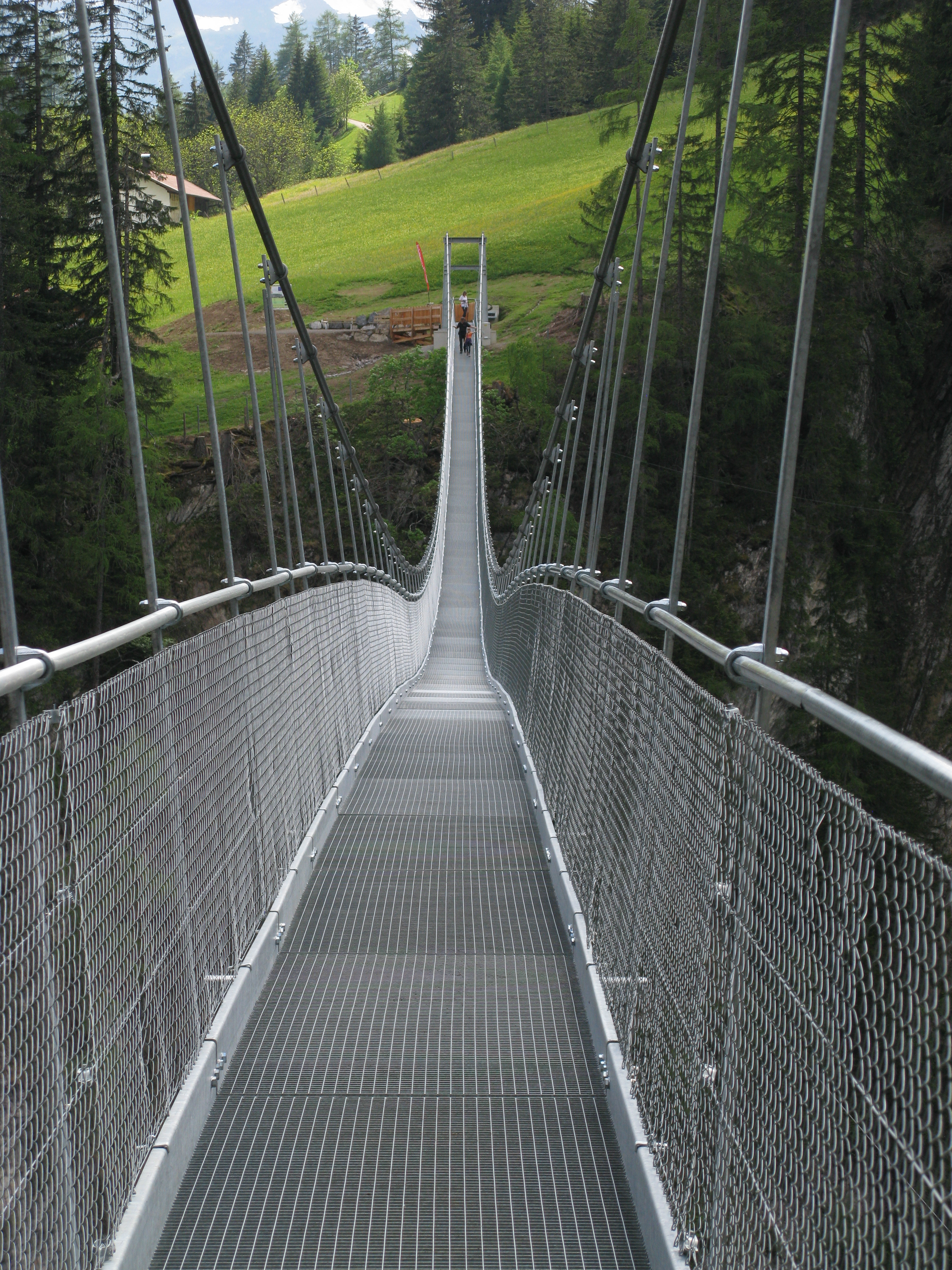
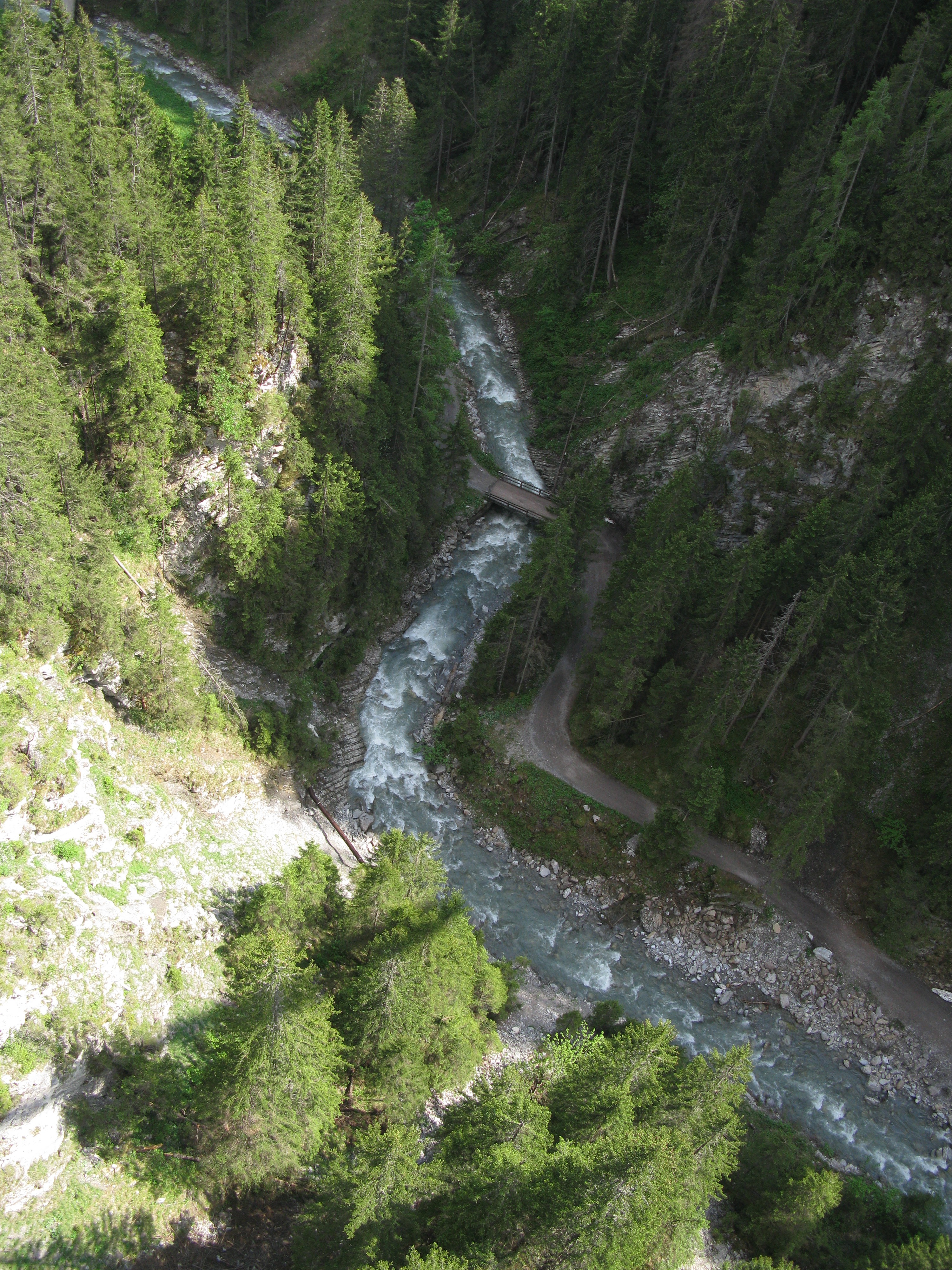
Vue des gorges, depuis le pont suspendu
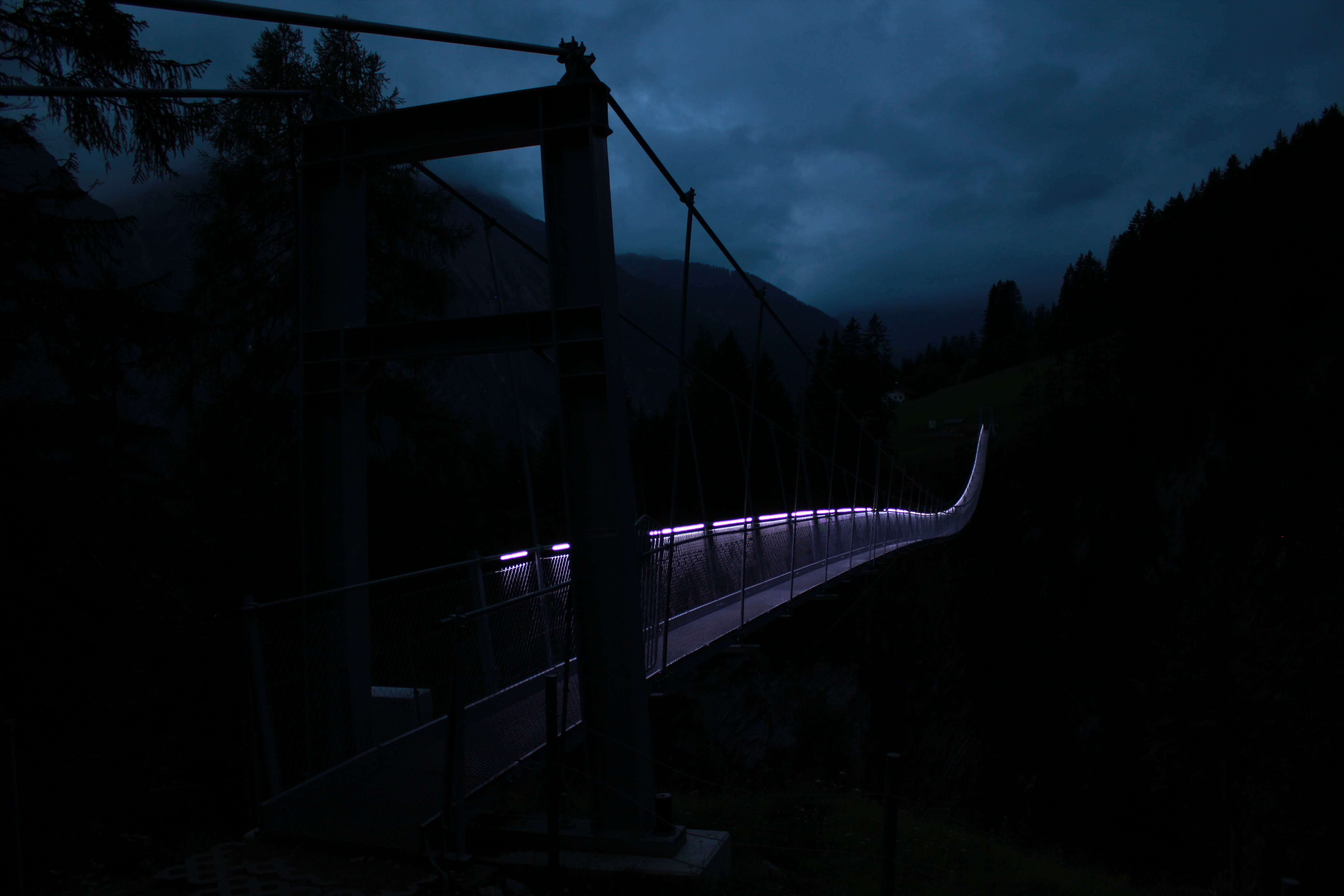
Le pont, de nuit, éclairé par des LEDs

Le pont piétonnier, de type pont caténaire, est l'œuvre du cabinet d'architecture Walch de Reutte, et a été conçu pour pouvoir supporter la charge de 630 personnes (testé en charge en octobre 2011).
Le pont d'un poids total de 22,8 tonnes, est supporté par des pylônes d'une hauteur de 5,2 mètres, sur lesquels sont tendus deux câbles principaux de soutien, de 50 millimètres de diamètre. La charge de rupture unitaire est de 280 tonnes. Ils sont fixés de chaque côté sur 6 ancrages rocheux souterrains, prévus pour une tension maximale unitaire de 26,5 tonnes.
Les coûts de construction se sont élevés à 560 000 euros pour le pont et 90 000 euros pour les voies d'accès, les études géologiques et structurelles. Les deux tiers des coûts ont été supportés par l'Union européenne et le Land du Tyrol. Le pont a été inauguré le 15 juin 2012.

## Personnalités
- Josef Strobl (né en 1974 à Holzgau) - ancien skieur de course autrichien.